# Часовникова кула (Благоевград)
Благоевградската часовникова кула е възрожденска постройка, един от символите на Благоевград и една от най-старите часовникови кули в България.
Построена е в 1867 година в Горна Джумая от малешевски майстори. Има уникален швейцарски часовников механизъм, изработен също през XIX век. Представлява четириъгълна пресечена пирамида с островърх покрив с медна обшивка. Основната част на постройката е каменна зидария, а циферблатите са върху дървен градеж.
Часовникът на кулата е изработен от Димитър, Атанас и Георги Димкови.
В 2009 година община Благоевград с 30 000 лева извършва цялостен ремонт на кулата. Ремонтирани са фасадата, електрическата инсталация, циферблатите на часовника, настилката около часовниковата кула. Пантите на капаците на часовника са подменени с месингови. Подменена е и медната обшивка на кулата. Монтирана е система за осветление на циферблата, камбанарията и стените на кулата.